# George de Grey (3e baron Walsingham)
George de Grey, 3e baron Walsingham (11 juin 1776-26 avril 1831), de Merton Hall, Norfolk, est un pair britannique et un officier de l'armée . 

## Biographie

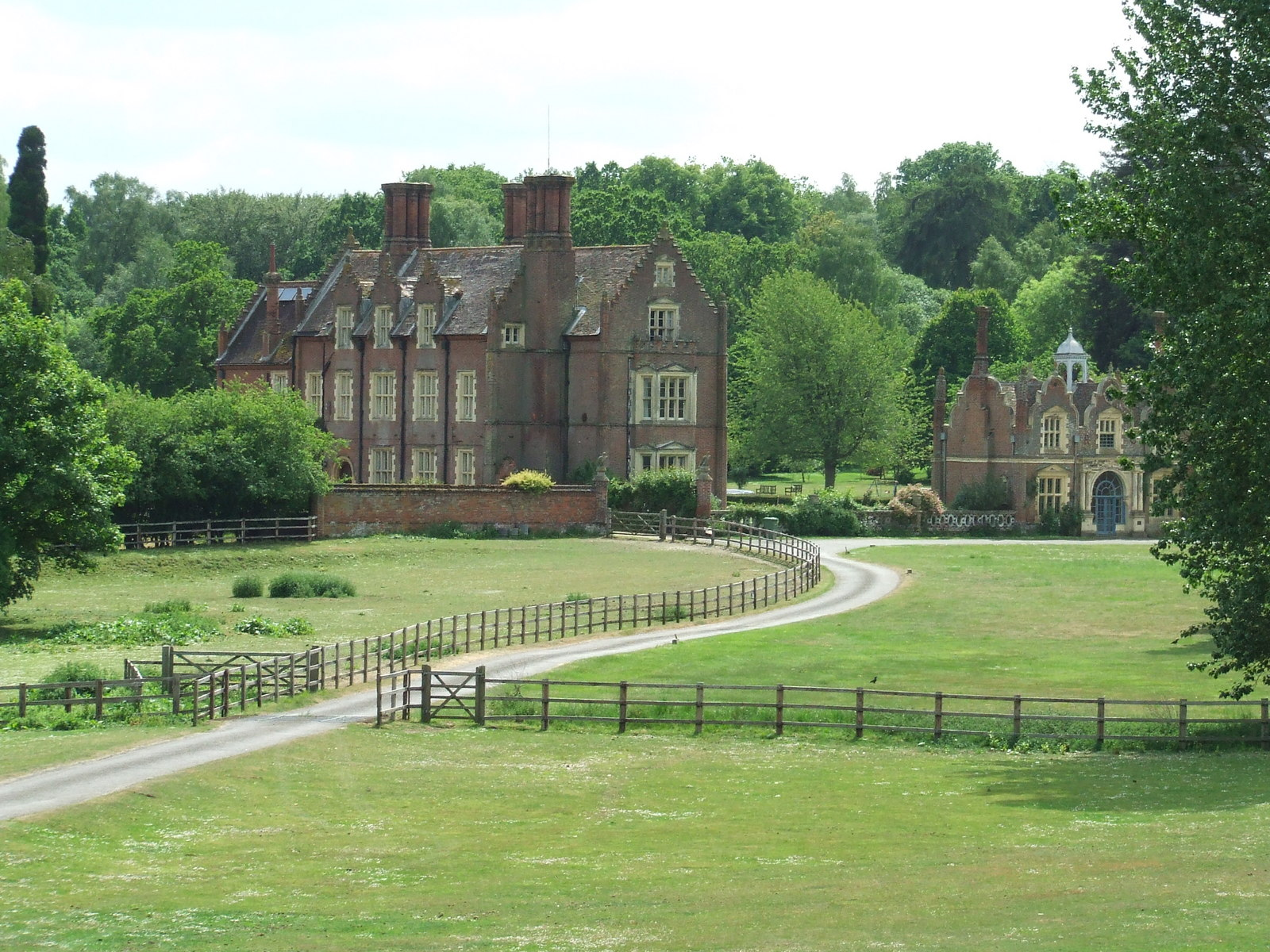
Merton Hall - siège de la famille de Grey à Norfolk

Il est le fils aîné de Thomas de Grey (2e baron Walsingham), et de son épouse Augusta Georgina Elizabeth Irby. Il succède à son père en 1818. 
Il rejoint l'armée britannique en 1794 en tant que cornette dans les Royal Dragoons, devenant lieutenant puis capitaine dans le 25th Light Dragoons en 1794. Il est promu major en 1795 et est présent à la capitulation de la flotte hollandaise dans la baie de Saldanha, colonie du Cap, en 1796. Il sert en Inde de 1796 à 1800, participant à la bataille de Mallavelly et à la capture de Srirangapatna en 1799, après quoi il est nommé lieutenant-colonel des Royal Dragoons. 
Il est adjudant général adjoint du Home district de 1803 à 1805,est nommé colonel dans l'armée et aide de camp auprès du roi en 1808. Il prend le commandement de son régiment pendant la Guerre d'indépendance espagnole de 1809 à 1812 et le commandement d'une brigade de cavalerie en 1810, combattant lors des batailles de Busaco (1810), d'Albuera et d'Usagre (1811). 
Il est promu major-général en 1811 et lieutenant-général en 1821. Il est nommé contrôleur des premiers fruits et dixièmes. 

## Vie privée
Il meurt avec sa femme dans un incendie dans sa maison d'Upper Harley Street en 1831 et est enterré à Merton. Il épouse en 1804 Matilda Methuen, la fille de Paul Cobb Methuen, de Corsham, Wiltshire, mais n'ont aucun enfant. Son frère Thomas de Grey (4e baron Walsingham), archidiacre de Surrey, lui succède. 